# Tamer Zinhom
Pour les articles homonymes, voir Tamer.
Tamer Hamed Ali Zinhom Muhammad (en arabe : تامر حميد علي زينهم محمد), né le 4 février 1974, est un nageur égyptien.

## Carrière
Tamer Zinhom est médaillé d'or du 100 mètres papillon, médaillé d'argent du 200 mètres quatre nages et des relais 4 x 200 mètres nage libre et 4 x 100 mètres quatre nages, ainsi que médaillé de bronze du 50 mètres nage libre, du 100 mètres nage libre et du relais 4 x 100 mètres nage libre aux Jeux africains de 1995 à Harare,.
Aux Jeux panarabes de 1997 à Beyrouth, il remporte la médaille d'or du 100 mètres papillon et du 200 mètres quatre nages et la médaille d'argent des 50 et 100 mètres nage libre.